# Tratatul de la Dresda
Tratatul de la Dresda a fost semnat la 25 decembrie 1745 în capitala saxonă Dresda între Austria, Saxonia și Prusia, încheind al doilea război din Silezia . 
În Tratatul de la Breslau din 1742, Maria Tereza a Austriei, luptând pentru succesiunea după ce tatăl ei împăratul Carol al VI-lea conform Pragmaticii Sancțiuni din 1713, a trebuit să cedeze cea mai mare parte a provinciei boemiei din Silezia atacului regelui Frederic al II-lea al Prusiei . În următorii ani a putut să-și consolideze poziția: a atacat Electoratul Bavariei și în ianuarie 1745 a obținut sprijinul Marii Britanii, a Republicii olandeze și a Saxonia pentru recâștigarea Sileziei. Mai mult, rivalul ei, împăratul Carol al VII-lea, a murit câteva zile mai târziu și la 22 aprilie 1745, fiul său și succesorul Electorul Maximilian al III-lea Iosif al Bavariei, a încheiat cu ea Tratatul de la Füssen . 
Până la sfârșitul lunii mai 1745, trupele austriece și saxone au invadat Silezia prusacă, dar au fost oprite de forțele prusace în bătălia de la Hohenfriedberg la 4 iunie. Soțul Mariei Tereza, Francisc I a fost ales în cele din urmă Împărat al Sfântului Imperiu Roman la 13 septembrie, în timp ce trupele lui Frederic au obținut victorii strălucitoare la Soor și Kesselsdorf, ocupând Dresda la 18 decembrie. Totuși, regele prusac a trebuit să facă față unui număr tot mai mare de puteri inamice și a resurselor care se împuținau, mai ales pentru că nu a reușit să obțină sprijinul împărătesei Elisabeta a Rusiei. În fața acestei situații, ambele părți au convenit asupra unui status quo . 
Pe baza termenilor acordului, regele Frederic al II-lea l-a recunoscut pe Francisc I ca fiind Împărat al Sfântului Imperiu Roman. În schimb, a menținut controlul asupra Sileziei. Partea dezavantajată a fost Saxonia, care a trebuit să plătească Prusiei un milion de rixdolari ca reparații. În general, acordul a ratificat și a confirmat condițiile atât ale Tratatului de la Breslau, cât și ale Tratatului de la Berlin . Acest acord a dus la sfârșitul oficial cel de-al doilea război silezian.  